# Sorens
Sorens (antiguamente en alemán Soring o Schoringen) es una comuna suiza del cantón de Friburgo, situada en el distrito de Gruyère. Limita al noreste y este con la comuna de Pont-en-Ogoz, al sur con Marsens, al oeste con Le Châtellard, al noroeste con Villorsonnens, y al norte con Le Glèbe.